# 埃莱奥诺拉·维尔德
埃莱奥诺拉·维尔德（1969年6月9日—），塞尔维亚女子篮球运动员，司职得分后卫。她曾代表南斯拉夫国家队参加1988年夏季奥林匹克运动会篮球比赛，获得一枚银牌。